# Kľače
Kľače (in ungherese Kalacsány) è un comune della Slovacchia facente parte del distretto di Žilina, nella regione omonima.